# دیوید لامار مک‌دونالد
دیوید لامار مک‌دونالد (انگلیسی: David L. McDonald; ۱۲ سپتامبر ۱۹۰۶ – ۱۶ دسامبر ۱۹۹۷) ادمیرال خلبان نیروی دریایی ایالات متحده آمریکا بود، که در فاصله سال‌های ۱۹۶۳ تا ۱۹۶۷ به‌عنوان هفدهمین فرمانده عملیات نیروی دریایی آمریکا فعالیت می‌کرد،
مک‌دونالد فعالیت نظامی را از سال ۱۹۲۸ در نیروی دریایی آمریکا آغاز کرد، از ۱۹۵۱ تا ۱۹۵۲ فرمانده ناو هواپیمابر پشتیبان یواس‌اس میندورو بود، از ۱۹۵۵ تا ۱۹۵۷ به‌عنوان فرمانده ناوهواپیمابر یواس‌اس کورال سی فعالیت می‌کرد و از ۱۹۶۰ تا ۱۹۶۳ فرماندهی ناوگان ششم ایالات متحده آمریکا را برعهده داشت. 